# Thierry Mandon
Pour les articles homonymes, voir Mandon.
Thierry Mandon, né le 30 décembre 1957 à Lausanne (Suisse), est un homme politique français. Il est nommé secrétaire d'État à la Réforme de l'État et à la Simplification le 3 juin 2014 dans le gouvernement Valls I. Le 17 juin 2015, il change d'affectation et devient secrétaire d'État chargé de l'Enseignement supérieur et de la Recherche.
Membre du Parti socialiste, il a été député de la neuvième circonscription de l'Essonne, a siégé à la commission des finances et a également été porte-parole du groupe socialiste à l'Assemblée nationale jusqu'à son entrée au gouvernement. Il a également été conseiller général du canton de Ris-Orangis et maire de Ris-Orangis, avant de démissionner en 2012, anticipant ainsi la règle du non-cumul des mandats.
En 2017, il se reconvertit dans le secteur de l'édition.
Entre septembre 2018 et octobre 2022, Thierry Mandon exerce les fonctions de directeur de la Cité du design à Saint-Étienne.

## Biographie

### Origines et vie familiale
Thierry Mandon est né le 30 décembre 1957 à Lausanne en Suisse.

### Études et formation
Thierry Mandon a passé son baccalauréat en 1974 au lycée Saint-Exupéry, situé dans le quartier de La Croix-Rousse, à Lyon, en section lettres et musique. Licencié en droit et en sociologie, il est par ailleurs diplômé de l’Institut d'études politiques de Paris, (1987).

### Carrière professionnelle
De 1993 à 1995, Thierry Mandon a exercé les fonctions de consultant en stratégie d'entreprise et gestion des ressources humaines de 1986 à 1995. En 2017, il devient directeur général de Rollin Publications, et directeur de publications de l'Ebdo, hebdomadaire fondé par les créateurs de XXI et 6 mois. En 2018, il devient directeur général de la Cité du design (Saint-Étienne).

### Parcours politique
Encore étudiant, Thierry Mandon s’engagea en politique en 1984 et se présenta en 1984 aux élections européennes sur la liste d'Olivier Stirn et de Brice Lalonde et en 1986 aux élections régionales sur la liste conduite par Brice Lalonde avant de rejoindre le Parti socialiste en suivant les courants de Laurent Fabius puis de Martine Aubry,. Lors des élections législatives de 1988, il fut élu député de la nouvelle neuvième circonscription de l'Essonne et conserva son mandat jusqu’à la fin de la législature en 1993. Successeur désigné du communiste Daniel Perrin, maire et conseiller général de Ris-Orangis, lors des élections cantonales de 1994, il fut élu conseiller général du canton de Ris-Orangis avec 57,94 % des voix au second tour et lors des élections municipales de 1995, il fut élu maire de Ris-Orangis. Il conserva son siège de maire lors des élections municipales de 2001 avec 44,76 % des voix au second tour et son siège de conseiller général lors des élections cantonales avec 55,39 % des voix au second tour. Intégré à la majorité socialiste au conseil général de l'Essonne, il devint vice-président chargé du développement économique, des grands projets et de l’emploi et président de l’Agence pour l’économie en Essonne. En 2002, en prévision du Congrès de Dijon, il participa à la rédaction du texte fondateur du Nouveau Parti socialiste puis en 2005 lors du Congrès du Mans il rejoint le courant Rénover maintenant. En 2007, il accorda son parrainage à la candidature de Ségolène Royal en vue de l’élection présidentielle. À la faveur des élections municipales et cantonales de 2008, il fut réélu maire et conseiller général avec respectivement 53,82 % pour sa liste socialiste « Ris pour tous » et 65,83 % des voix sur le canton. En 2010, il se présenta à l’élection interne du Parti socialiste en Essonne pour désigner le futur président du conseil général de l’Essonne en cas de victoire aux élections cantonales de 2011 et fut écarté par les militants avec deux cent trente-six voix d’écart face à son adversaire Jérôme Guedj. Lors de la primaire présidentielle socialiste de 2011, il soutient Arnaud Montebourg. Lors des élections législatives de 2012, il remporte le scrutin avec 56,75 % des suffrages. Anticipant la mise en place du non cumul des mandats, il démissionna de son siège de conseiller général le 4 juillet 2012 et du mandat de maire le 25 octobre 2012. Membre du mouvement Movida, il déclare le 5 février 2017 qu'il exclut de se rallier à Emmanuel Macron dans la campagne des élections présidentielles. Il préfère se rallier à Benoit Hamon qui aurait, selon lui, des « réponses » de gauche.

## Synthèse des fonctions politiques

### Mandats nationaux

#### Député de la neuvième circonscription de l’Essonne
Le 12 juin 1988, Thierry Mandon est élu député de la neuvième circonscription de l'Essonne pour la IXe législature. Il est, à l'époque, le plus jeune député à siéger dans l'hémicycle. Il conserve son mandat jusqu’à la fin de la législature, le 1er avril 1993 et siège sur les bancs du groupe socialiste. Il est réélu dans cette même circonscription pour la XIVe législature et devient membre de la commission des Finances, de l'Économie générale et du Contrôle budgétaire. En 2012, il officie en tant que porte-parole du groupe socialiste à l'Assemblée Nationale. Il est par ailleurs rapporteur spécial pour l'enseignement supérieur et la vie étudiante pour 2013 et 2014, puis rapporteur de la mission d'information sur la simplification législative, dont le but est d'endiguer l'inflation législative et de réduire la complexité des normes et procédures actuellement en vigueur,.

#### Secrétaire d'État
Il est nommé secrétaire d'État auprès du Premier ministre, chargé de la Réforme de l'État et de la Simplification le 3 juin 2014 dans le gouvernement Valls I et est confirmé à ce poste dans le gouvernement Valls II.
Il est nommé secrétaire d'État chargé de l'Enseignement supérieur et de la Recherche lors d'un remaniement ministériel, le mercredi 17 juin 2015 après une vacance du poste de quelques mois. En 2016, il a commandé un rapport sur l'application de la Charte de déontologie des métiers de la recherche au Pr. Pierre Corvol, professeur au Collège de France et vice-président de l'Académie des Sciences. Sa prise en compte de la plupart des recommandations du rapport a permis le lancement officiel du dispositif français concernant l'intégrité scientifique : formation des doctorants, mise en place des référents dans les établissements opérateurs de recherche, création de l'Office français de l'intégrité scientifique (OFIS), etc., avec une inscription dans le Code de la recherche depuis décembre 2020,.

### Mandats locaux

#### Conseiller général du canton de Ris-Orangis
Thierry Mandon fut élu conseiller général du canton de Ris-Orangis le 27 mars 1994 et a conservé ce mandat depuis. Au conseil général de l'Essonne, il est président délégué aux stratégies d’aménagement et de développement des territoires, aux transports et aux politiques contractuelles, membre de la commission permanente du Conseil général, de la commission sur les ressources départementales et de la commission sur l’aménagement et le développement durable. Il est en outre chargé de représenter le département au sein des conseils d’administration des collèges Albert Camus et Jean Lurçat de Ris-Orangis, de l’école de la deuxième chance, de l’opération d'intérêt national Massy Palaiseau Saclay Versailles Saint-Quentin-en-Yvelines, du centre international d’accueil d’entreprises d’Orly, de l’agence régionale de développement Paris-Île-de-France, du Syndicat des transports d'Île-de-France et du conseil départemental et participatif des déplacements,. Il démissionna de son siège de conseiller général en juillet 2012 après avoir été élu député.

#### Maire de Ris-Orangis
Thierry Mandon fut élu maire de Ris-Orangis le 18 juin 1995 et, à ce titre, il est délégué au bureau de la Communauté d'agglomération Évry Centre Essonne chargé des nouveaux transferts de compétences. Il démissionne de son siège de maire en octobre 2012 après avoir été élu député.

### Autres fonctions
Président délégué du conseil général de l'Essonne jusqu'en juillet 2012, Thierry Mandon a représenté l’institution au sein du conseil d'administration et du comité d’orientation du groupement d'intérêt public Génopole. Il fut le président fondateur de Genopole entre 1998 et le 26 septembre 2014.
Thierry Mandon préside le conseil d'administration de l’École de la deuxième chance en Essonne, et l’Agence pour l’économie en Essonne.
Conjointement avec son rôle de rapporteur de la mission d'information pour la simplification législative, Thierry Mandon copréside, avec Guillaume Poitrinal, le conseil de la simplification pour les entreprises. Créé le 8 janvier 2014 sur décision du Premier ministre, son rôle est de « proposer au Gouvernement les orientations stratégiques de la politique de la simplification à l'égard des entreprises. » Le 14 avril 2014, le conseil présente 50 premières mesures de simplifications de la vie des entreprises,.
Le 30 octobre 2022, la ministre chargée des PME et du commerce Olivia Grégoire annonce la création d’un « conseil national du commerce » (CNC), qui travaillera à l’évolution du secteur et sera piloté par Thierry Mandon. Il est nommé secrétaire général du CNC pour 3 ans par l'arrêté du 20 juin 2023.

## Directeur de la publication d'Ebdo
Au début de l'année 2018, Thierry Mandon devient directeur de la publication d'Ebdo, un hebdomadaire fondé par l'équipe du magazine XXI, Patrick de Saint-Exupéry et Laurent Beccaria.
Le 20 mars, BuzzFeed annonce le dépôt de bilan du journal. L'information est immédiatement démentie par la direction de Rollin Publications qui affirme que plusieurs options sont envisagées, le dépôt de bilan en étant une parmi d'autres. Le 22 mars, cependant, le compte Twitter de l'hebdomadaire révèle finalement que le numéro à paraître le lendemain sera le dernier, l'éditeur se déclarant en cessation de paiement.

## Directeur de laCité du designà Saint-Étienne
En septembre 2018, Thierry Mandon est nommé directeur de la Cité du design à Saint-Étienne, par délibération du conseil d'administration de l'EPCC Cité du design-ESADSE. Il démissionne le mardi 18 octobre 2022, juste avant la publication d'un bilan financier faisant état d'un déficit de 1,4 million d'euros. 

### Affaire judiciaire
Le 8 novembre 2022, le procureur de la République près le tribunal judiciaire de Saint-Étienne indique avoir reçu un signalement pour détournement de fonds par Thierry Mandon de la part du président de la Cité du design. En février 2024, le parquet de Saint-Étienne annonce le renvoi en correctionnelle de Thierry Mandon pour faux et usage de faux en écriture, abus de biens sociaux, tentatives de détournement de biens publics par une personne chargée d'une fonction publique et escroqueries. Il est soupçonné d'avoir indument perçu des notes de frais de la part de la Cité du design pour près de 26 000 euros au total. 
Le procès se tient le 28 octobre 2024. Le procureur requiert 18 mois de prison avec sursis, 30 000 euros d'amende, 5 ans d'inéligibilité et une interdiction définitive d'exercer un emploi dans la fonction publique, et ce alors que Thierry Mandon est, depuis juin 2023, secrétaire général du Conseil national du commerce, présidé par le chef du gouvernement. Le 15 novembre 2024, Thierry Mandon est reconnu coupable et condamné à 22 000 € d'amende, un an de prison avec sursis, cinq ans d'inéligibilité ainsi qu'à une interdiction définitive de présider ou de diriger un établissement public. Le 5 mai 2025, son avocat annonce que ce dernier renonce à faire appel. Sa condamnation est donc définitive.

## Pour approfondir